# Парцифаль (роман)
«Па́рцифаль» (нем. Parzival) — рыцарский роман в стихах Вольфрама фон Эшенбаха. Датируется 1200-1210 годами и содержит 25000 стихотворных строк. Переработка на средневерхненемецком языке неоконченной поэмы «Персеваль, или повесть о Граале» Кретьена де Труа.
Эшенбах сильно увеличил объём текста (16 книг), довел до конца фабульные нити повествования и добавил вступительную часть об отце Парцифаля — Гамурете. Он внёс некоторые изменения и в основной сюжет, разработанный Кретьеном, но в целом следовал замыслу последнего, развивая и углубляя его. Дополнения Вольфрама придают сюжету о поисках Грааля всемирно-исторический размах. На сюжет романа в 1882 году написана опера Р. Вагнера «Парсифаль».

## Сюжет
Согласно предисловию, провансалец Киот якобы нашел рукопись романа в Анжу, но оригинал её написан по-арабски и хранился в Толедо; потомок царя Соломона и сын араба астролог-язычник Флегетанис написал его.

### Гамурет
В первых двух книгах романа Гамурет, младший сын Гандина Анжуйского, является странствующим рыцарем. Сначала он служит Баруку, властителю Багдада, вызволяет из осады сарацинскую королеву Белакану, получает её руку вместе с обширными владениями, но скоро уезжает, оставив Белакану (сославшись на её «язычество») с маленьким сыном Фейрефицем. Затем Гамурет одерживает верх над многими рыцарями (в том числе и рыцарями Круглого Стола) в турнире, организованном с целью выбора мужа королевой Валезии Херцелойдой, и суд присуждает ему руку Херцелойды, хотя сердце рыцаря больше склоняется к французской королеве, которая с юности была объектом его куртуазной любви. Гамурет выпрашивает право отлучаться для новых подвигов, которые он совершает опять на Востоке (куда его призывает Барук), где и погибает от коварства и меча одного сарацинского воина, оставив Херцелойду вдовой с маленьким Парцифалем.

### Парцифаль
Через Гамурета Парцифаль связан с рыцарским родом Мазадан, а через Херцелойду — с родом хранителей Грааля. В 3-й книге юность Парцифаля завершается его обучением рыцарскому искусству у Гурнеманца. Парцифаль убивает в поединке своего родича Итера (у Кретьена Красный рыцарь); в 4-й книге защищает от осады Кондвирамур (у Кретьена Бланшефлор), а после победы над её врагами женится на ней, становясь королём Пельрапейра.
Посещение Грааля (книга 5) довольно сильно отличается от кретьеновского текста. Речь идет все время об одном короле Грааля — больном Анфортасе. Грааль представлен не сосудом, а светящимся камнем, который вносят четыре девицы, предводительствуемые королевой Репанс. Книги 7 и 8 описывают первые подвиги Гавана (Гавейна) по французскому источнику. В 9-й книге попытка силой проникнуть в замок Грааля приводит Парцифаля к новому греху — убийству рыцаря-храмовника, охраняющего дорогу к замку. Охрана замка храмовниками — инновация Вольфрама фон Эшенбаха. Далее, как и у Кретьена, следует встреча на страстную пятницу с кающимся рыцарем, а затем, когда к Парцифалю начинает возвращаться благочестие, и с отшельником (у Вольфрама его зовут Треврицент), который оказывается братом матери героя, а также братом короля Грааля — Анфортаса и хранительницы Грааля — Репанс.
Треврицент рассказывает о происхождении Грааля, принесенного некогда ангелами, и его чудесных свойствах, о его служителях, определяемых надписями, неожиданно появляющимися на камне, о больном короле Анфортасе (см. Король-Рыбак), чья рана — результат греха (а грех — следствие влюбленности Анфортаса в демоническую Оргелузу; об этом сообщается позднее), о светской жизни в прошлом и о покаянии, о том, как Треврицент принял покаяние за грехи брата. Треврицент открывает Парцифалю факт смерти матери и его скрытую вину, он также открывает родство Парцифаля с Итером и разъясняет второй грех Парцифаля; выясняется и грех убийства храмовника. Треврицент с исчерпывающей полнотой объясняет герою, что только сострадание — путь к Граалю, и окончательно изгоняет из души Парцифаля его сомнения в силе и доброте Бога (Бог — воплощение верности, истины и добра), рассказывает о первородном грехе, приведшем к убийству Авеля Каином.
Книги 10—14 описывают новые приключения Гавана. В частности, Гаван освобождает от волшебника Клиншора замок Шатель Марвей, где находилось в плену 400 прекрасных дев. Книга 15 описывает поединки Парцифаля с Гаваном и Фейрефицем.
В книге 16 после перенесенных целительных для души страданий и полного раскаяния Парцифаль излечивает сочувственным вопросом Анфортаса и становится королём Грааля; сюда, в замок Грааля, переселяются и Кондвирамур с сыном Лоэрангрином, тогда как Репанс становится женой Фейрефица, несущего христианство рыцарям Востока.